# Municipio 8 (Mailand)
Der Municipio 8 (etwa: „8. Stadtbezirk“) ist einer der 9 Stadtbezirke der norditalienischen Großstadt Mailand.
Zum Municipio gehören unter anderem die Stadtteile Boldinasco, Fiera, Gallaratese, Garegnano, Lampugnano, Musocco, Portello, QT8, Quarto Oggiaro, Sempione, Trenno, Vialba und Villapizzone.